# Afrochilis insularis
Afrochilis insularis je jedini poznati član roda Afrochilis iz porodice Machilidae, koja je iz reda Archaeognatha. Ona je endemska je za arhipelag Sokotra, grupu izolovanih ostrva.